# مزدزنان
مَزدَزْنان (انگلیسی: Mazdaznan) یک کیشِ نوزرتشتی بود که باور داشت زمین باید همچون باغی که در آن بشریت می‌تواند با خداوند گفتگو و تعامل داشته باشد، از نو بازسازی شود. این کیش در اواخرِ قرنِ نوزدهم به‌دستِ آتُمان زَرادُشت هانیش بنا نهاده شد و گونه‌ای احیای مزدکیسم از قرنِ ششمِ میلادی بود.
نام ” مزدازنان “ از زبان زند به معنی ” اندیشه خلاق “ آمده. این مکتب شامل سیستم کامل اندیشه از طریق خلاقیت و تکامل در تمام سطوح زندگی و افزون برآن در عالی‌ترین شکل ظهور در انسان. مزدازنان را می‌توان در هزاران سال قبل از میلاد مسیح جستجو کرد. اما تنها دکتر عثمان زردشت هانیش بوده که در طی قرن‌های نوزده و بیست با این آموزه آشنا شد و آن را به دنیای غرب معرفی کرد. هانیش متوجه شد در این قرن چیزی که مورد نیاز است یک دین و یک تمرین است که بررسی علمی را تحمل کند.

## مؤسس مزدازنان
دکتر هانیش در اواسط ۱۸۰۰ میلادی بنا به ادعای خودش از یک شاهزاده روسی و همسر آلمانی اش درحالی که در مأموریت دیپلماتیک در ایران بودند متولد شد. در حالیکه اسم واقعی هانیش اتتو زکریا هانیش و او یک روس بوده، که پدر او مدرس موسیقی میلواکی، ریچارد هانیش نام داشته و همچنین او تحت عنوان دروغین دکتر کن ویلسون سخنرانی می‌کرده! عثمان به عنوان یک کودک از نقص قلب مادرزادی رنج می‌برد. والدین او دربارهٔ عده ای از مردم ایران که در نزدیکی کوهستان (شهر ری) به سر می‌برند و اعتقاد بر این بود که ساکنان ان منطقه می‌توانند در نهایت درمان مناسبی برای پسرشان ارائه دهند. پس از چند روز سفر، خانواده به روستای کوهستانی رسیدند. در اینجا بیماری فرزند تحت رژیم سالم ساکنان ان منطقه بهبود یافت در حالیکه یادمی‌گرفت چگونه با این نارسایی در تمام طول عمر زندگی کند. اعتقاد بر این است که هنگامی که او به اندازه کافی قدرت را به دست آورد. به یک جامعه محرمانه در هیمالیا آورده شد تا در آنجا تحت آموزش معلمان آموزش ببیند. هدف این آموزش و تعلیم این بود که او را قادر سازد که طبیعت فیزیکی، فکری، عاطفی و معنوی خود را به‌طور هماهنگ و طبیعی گسترش دهد. رژیم آموزش شامل آموزش عمومی (موسیقی، ترکیب، ریاضیات، زبان‌ها و غیره)، علوم عرفانی (کیمیاگری، طالع بینی و غیره) و تمرینات تنفسی روزانه، رژیم غذایی مناسب و تمرینات برای تقویت سیستم غدد لنفاوی و کارهای روزانه مؤثر. وقتی او ۲۴ ساله بود، داوطلبانه به عنوان پیام رسان این جامعه به دنیا فرستاده شد. پیش از آمدن به اروپا به چندین سال سفر و یادگیری در شرق دور و دیگر قاره‌ها رفت. چند سال بعد در اروپا، او در دانشگاه آکسفورد تحصیلات پزشکی خود را به پایان رساند.
بنابر ادعای پیروانش؛ یکی از بزرگ‌ترین کمک‌های منحصر به فرد او به جهان، ارائه تعالیم باستانی در شرایط مدرن بود که یک جامعه صنعتی می‌توانست درک کند و بفهمد. او از اجتماع بسته و تا حدودی محرمانه از متخصصان آموزش دهنده به کارآموزان خارج شد، او حقایق جهانی و ابدی را تحت نام مزدازانان به جهانیان در سراسر جهان نشان داد.
پس از آمدن به آمریکا و تأسیس مرکز صلح مزدازنان در شیکاگو، او همچنان به رهبری، نوشتن و آموزش ۴۶ سال دیگر ادامه داد و البته در این راستا به چندین جرم و بزهکاری همچون کودک آزاری و انتشار عقاید غیراخلاقی و غیرانسانی متهم شده و جرم‌هایش اثبات و محکوم شد. با این همه بازهم پیروان وی مدعی هستند که؛ ما به آموزه‌های بنیاد مزدازنان به عنوان کلید تبدیل شدن به استادان خودمان ایمان داریم. و ما دکتر هانیش را به عنوان کسی که قادر به اعلام صلح به جهان بود، به یاد می‌آوریم. 

## اتهامات و محکومیت‌ها
در ادامه به تعدادی از اتهامات و محکومیت‌های دکتر هانیش در دوران ترویج این مذهب اشاره می‌کنیم.

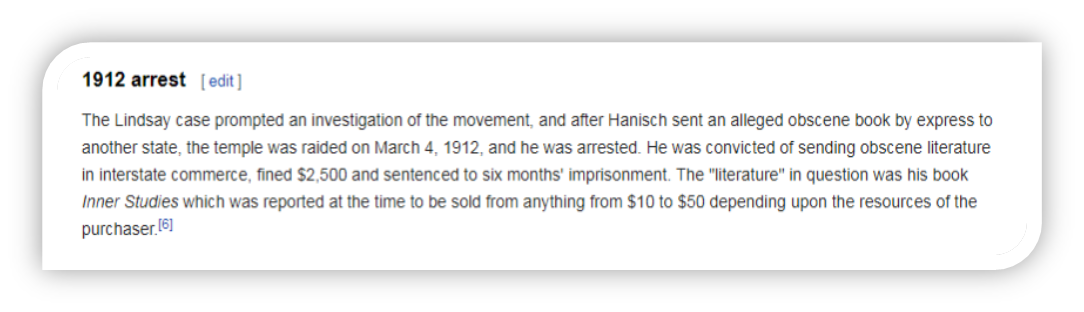
دستگیری ۱۹۱۲ عثمان زردشت هانیش

#### دستگیری ۱۹۱۲
پرونده لیندسی تحقیقی را دربارهٔ جنبش انجام داد و پس از اینکه هانیش یک کتاب مبهم ادعایی را با پست اکسپرس به یک ایالت دیگر فرستاد، معبد در ۴ مارس ۱۹۱۲ مورد تفتیش قرار گرفت و او دستگیر شد. هانیش متهم به ارسال ادبیات ناخوشایند در تجارت بین دولتی با جریمه ۲۵۰۰ دلاری و محکوم به شش ماه حبس شد. "ادبیات" مورد مطالعه کتاب " مطالعات درونی " بود که در آن زمان به ازای هر منبع از ۱۰ تا ۵۰ دلار خریداری شده بود.

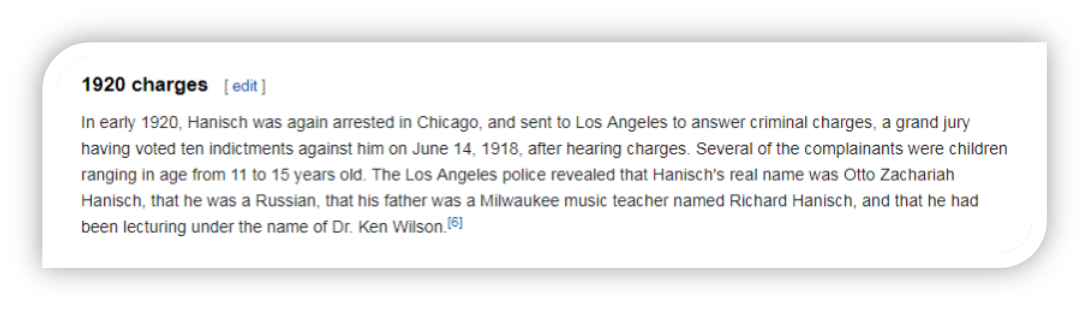
دستگیری ۱۹۲۰ عثمان زردشت هانیش

#### اتهام ۱۹۲۰
در اوایل ۱۹۲۰, هانیش دوباره در شیکاگو دستگیر شد، و برای پاسخ گویی به اتهام بزهکاری به لس آنجلس فرستاده شد. هیئت عالی مقام بعد از شنیدن اتهامات او ده رای اعلام جرم بر علیه او دادند در ۱۴ژون ۱۹۱۸, همچنین چندین شاکی کودک دیگر در رنج سنی ۱۱ تا ۱۵ سال آمدند. پلیس لس آنجلس اعلام (فاش) کرد که اسم واقعی هانیش اتتو زکریا هانیش و او یک روس بوده، که پدر او مدرس موسیقی میلواکی، ریچارد هانیش نام داشته و همچنین او تحت عنوان دکتر کن ویلسون سخنرانی می‌کرده.
۱۹۳۰

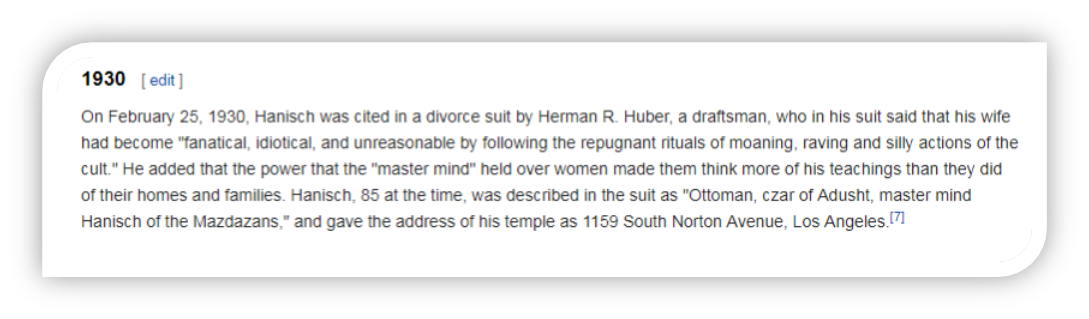
۱۹۳۰ عثمان زردشت هانیش

در ۲۵ فوریه ۱۹۳۰, هانیش با دادخواست طلاق (همسرش) هرمن ر. هابر مواجه شد.
وکیل شاکی (هرمن ر. هابر) می‌گوید که همسرش (هانیش) متعصب، فریبکار و بی منطق است که با پیروی از آداب و رسوم مذهبی غم افزا و دیوانه وار و اقدامات احمقانه فرقه اش را بنا نهاد.
و او افزود که تأثیر فراوانی که «ذهن برتر» (هانیش) بر روی زنان می‌گذاشت، باعث شد که آنها بیشتر به آموزه‌های او فکر کنند تا خانه‌ها و خانواده‌هایشان.
هانیش ۸۵ ساله (توصیف شد) در لباس عثمان زردشت، «ذهن برتر» هانیتش در مزدازنان و آدرس معبدش در ۱۱۵۹ نورتون آوناو جنوبی، لس آنجلس
۱۹۳۶
هانیش در ۲۹ فوریه ۱۹۳۶ در لس آنجلس مرد.

## بخشی از دادگاه
در ادامه به واکاوی یکی از اصلی‌ترین پرونده‌های جرائم اتتو زکریا هانیش می‌پردازیم:
در کتاب "کتاب وقایع صد ساله دادگاه نوجوانان شیکاگو " در صفحهٔ ۱۰۱ و ۱۰۲ داریم که:
الیزابت لیندسی و پسرش از مریدان دکتر عثمان زردشت هانیش بودند، یک مهاجر المان تبار کسی که رهبر مزدازنان بود، یک اجتماع مذهبی تیره و مبهم که معابدش در شیکاگو، لس آنجلس، لووِل، ماساچوست، نیو یورک، مونتریل بود. در ۱۹۱۰ لیندسی در نیویور با هانیش دیدار کرد و به او اعتقاد پیدا کرد، و سپس بیلی را برای سفرهایی به کشورهای مختلف با رهبر روحانیش فرستاد. نگرانی (دلواپسی) اقوام پسربچه زیاد شد که هانیش رهبر یک مکتب غیراخلاقی باشد و ترسیدند که او بیلی را به فساد بکشد. پس از جستجوی ساحل به ساحل به دنبال پسرک، عموی بیلی اورا در معبد lake park avenue در جنوب شیکاگو یافت.
در دادخواست وابسته به او، چارلز لیندسی گفت که مادر پسر و هانیش بیلی را به حبس و زیر نظر داشتند. نگرانی موجود در بارهٔ بیلی «به خطر اوفتادن بدیهی سلامت و رفاه او در این حبس و نگه داری» بود. عمویش یک مدرک برای ادعایش که محکوم کند که پسرک حبس شده‌است داشت. قاضی پینکی حکم را داد و مسئولین پسر را از بازداشگاه خانگی نوجوانان گرفتند. اگر چه الیزابت لیندسی قاضی پینکی را متقاعد کرد که حضانت بیلی را به او بدهد. قاضی مقرر کرد یک وکیل محلی برای ادامه رسیدگی به محاکمه دوباره مادر و پسر را در زمان مقرر در ۴ ژانویه ۱۹۱۲ به آنجا بیاورد. یک هفته قبل از روز مقرر دادگاه، مادر و پسر ناپدید شدند. وکیل شرمسار در جلسه رسیدگی به ادامهٔ محاکمه حاضر شد و به عدم توانایی در یافتن ان دو اقرار کرد. قاضی پینکی با فریاد در اتاق دادگاه اعلام کرد «من می‌خواهم بگوییم … به نمایندهٔ مطبوعات و عموم مردم که من مساعدت نمی‌کنم اما با تکیه بر اطلاعات که برای من آورده شده که … به نوعی اعضای مزدازنان در این موقعیت می‌توانند که اطلاعاتی برای آشکارسازی موضوع بیاورند.» او وکیل دیگری را برای آوردن پسرک و ادامهٔ تحقیقات بیشتر در روند پرونده دربارهٔ آوردن پسرک ناپدید شده مقرر کرد.
حضاری که برای دیدن پرونده و اقرار دکتر هانیش در دادگاه نوجوانان جمع شده بودند. او متن آماده شده‌ای را خواند، و قسم خورد که " او هیچگاه ان کودک را حبس یا مجبور به کاری نکرده، و هیچ اطلاعاتی راجع به مکانی که کودک در آنجاست یا اینکه چه کسی او را حبس یا مجبور کرده ندارد." ویلیام مک ایون، وکیل متقاضی، اقدام به محکوم کردن او کرد، به گزارش روزنامه Daily News, اظهارات هانیش که می‌گفت " او معتقد بود که خودش در سطح والا (سلطنتی) و روحانی و به صورت خاندانی محق انتخاب شدن به عنوان شاهزاده ای هستند. Lent added zest to the senseations which the hearing developd." مک ایون سعی داشت که نه تنها ثابت کند بیلی مورد بی‌توجهی قرار گرفته‌است بلکه می‌خواست ثابت کند که مزدازنان غیراخلاقی است. همچنین او استلال کرد که پسرک "تحت تاثیر ان مرد بوده شخصی که اذعان به نوشته‌ها و نشریات گستاخانه و بی ادبانه همگانی و اشکارا کرده مریدان و پیروانش را از نجابت و احترام واداشته. اموزه‌های او همهٔ قوانین طبیعت، سلامتی و معنویات را مورد هتک حرمت قرار می‌دهد (نقض می‌کند). " طبق شواهد، مک ایون ار روی بخش روابط زناشویی کتاب مطالعات درونی نوشتهٔ هانیش خواند، کتاب رفتاری برای پیروانش. کتابی که وکیل به استناد کرد مطعلق به الیزابت لیندسی بود. این مضامین باعث شد که تعدادی از زنان اتاق دادگاه را ترک کنند، و تعداد زیادی از "آنهایی که باقی ماندند دستمال را روی صورتشان بگیرند و سرشان را به پایین بیاندازند." ظاهراً، حتی نویسندهٔ ان هم (هانیش) از این خوانده شدن این متن سرخ شد (سرش را پایین انداخت), یک عکاس نیز از این شلوغی عکس گرفت او تصویری از مریدانش را روبروی او گرفت. "زن، کسی که کوچک نیست" گزارشی برای daily news نوشت "از خودشان خجالت کشیدند در عکس و با دخالت چند مرد از مریدان هانیش دوربین را خراب کردند (شکستند)"
this very public hearing was not how funders of the juvenile court had imagined it would operate
پینکنی جلسهٔ دادرسی را با یک حکم قضایی ختم کرد. حکم او این بود که بیلی «اغفال شده و سرپرستی شخص او به غیر از مادرش واگذار می‌شود.» زیرا به خاطر تعصب مذهبی غلطش توانایی بزرگ کردن او را ندارد. علاه بر ان او پسر را از درس خواندن واداشته و اجازه داده که با هانیش به اطراف کشور برود. کسی که «شخص شایسته‌ای برای کنترل کردن پسرش نبوده.» حکم عموی پسر را به عنوان سرپرست جدید مشخص کرد و اجازه نگه داری را به او داد و همچنین دستور بازداشت در هر جایی که پیدا شدند، حاضر شدن در دادگاه مقرر در فیلادلفیا را داد.